# Koszty pośrednie
Koszty pośrednie – jeden z rodzajów kosztów w przedmiotowym układzie ujmowania kosztów działalności gospodarczej. Koszty pośrednie obejmują te składniki kosztów, które nie mogą być bezpośrednio odnoszone do produkowanych wyrobów lub usług bądź rodzajów działalności, tzn. nie można przyporządkować ich poszczególnym nośnikom na podstawie pomiarów i dowodów źródłowych lub takie przyporządkowanie jest nieopłacalne. Koszty pośrednie są przypisywane poszczególnym nośnikom na podstawie procedur rozliczeniowych. W momencie poniesienia koszty pośrednie grupuje się wspólnie, a następnie rozlicza w wymaganym przekroju z wykorzystaniem kluczy rozliczeniowych (np. płace bezpośrednie, koszty bezpośrednie, koszty produkcji).

## Podział kosztów pośrednich
Z punktu widzenia odmian działalności koszty pośrednie dzieli się na:
- Koszty pośrednie działalności podstawowej,
- Koszty działalności pomocniczej,
- Koszty zarządu (ogólnoadministracyjne).

W układzie funkcjonalnym koszty pośrednie dzieli się na:
- Koszty zakupu,
- Koszty pośrednie działalności właściwej,
- Koszty sprzedaży.